# Franz Bunke

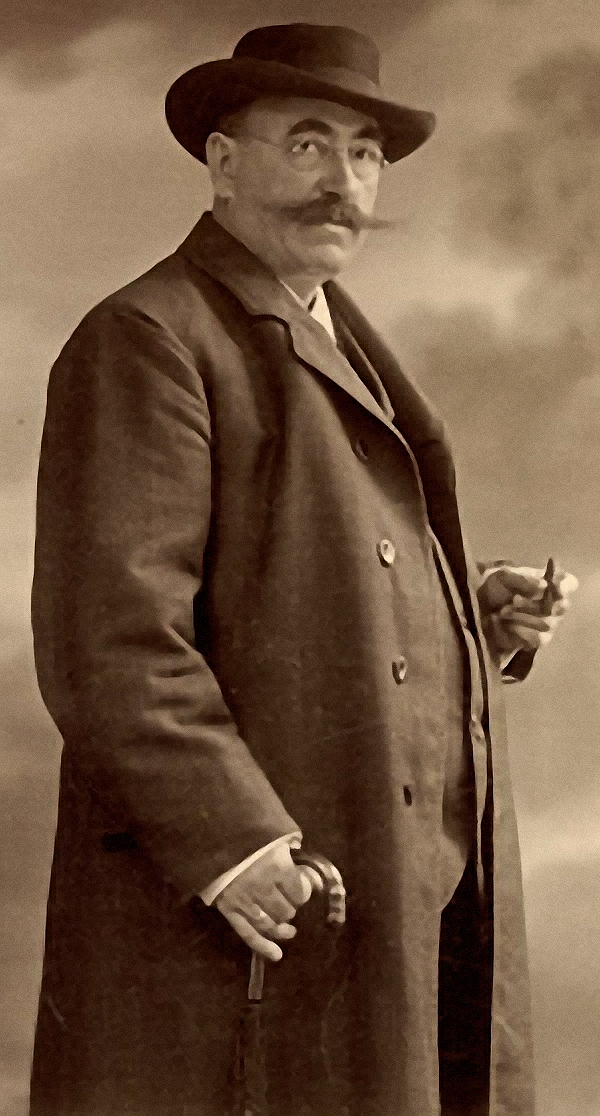
Franz Bunke

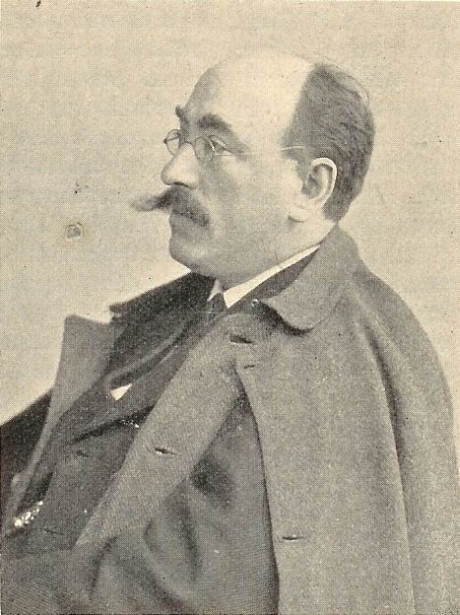
Franz Bunke, 1906

Franz Wilhelm Johann Bunke (* 3. Dezember 1857 in Schwaan; † 6. Juli 1939 in Weimar) war ein deutscher Maler.

## Leben
Franz Bunke war Sohn des namensgleichen Mühlenbauers Franz Bunke und dessen Frau Christina Sophie Elisabeth, geb. Dabbert. Das Geburts- und ehemalige Wohnhaus von Franz Bunke steht in der Wallstraße 13 in Schwaan und ist heute ein Denkmal. Er erhielt ab 1871 beim Rostocker Maler Paul Tischbein (1820–1874) Zeichenunterricht und studierte nach dessen Tod ab 1874 bei Theodor Rogge. Zu dieser Zeit besuchte er auch eine Gewerbeschule.
Im Jahr 1878 begann er ein Kunststudium an der Akademie der Künste in Berlin, wechselte jedoch im selben Jahr an die Großherzoglich-Sächsische Kunstschule Weimar. Dort war er von 1882 bis 1884 Meisterschüler des Landschaftsmalers Theodor Hagen und erhielt im Jahre 1886 ein Lehramt für Landschaftsmalerei. 1910 verlieh ihm Großherzog Wilhelm Ernst von Sachsen-Weimar-Eisenach den Professorentitel.
Wie Bunke zur Kunst und wie er nach Weimar kam – hierzu äußerte er sich in zwei Aufsätzen in den Mecklenburgischen Monatsheften.
Bunke war verheiratet mit Ottilie Maria Minna, geb. Fischer (1860–1938), und zuletzt deren Witwer. Er wohnte und starb im 1922 nach Weimar eingemeindeten Oberweimar im Franz-Bunke-Weg 4 (vormals Unterm Berggarten 4). Franz Bunke fand neben seiner Ehefrau auf dem Alten Friedhof Weimar seine letzte Ruhe.

## Künstlerkolonie Schwaan
Bunke hielt sich ab 1892 im Sommer regelmäßig in Schwaan auf und gründete dort eine Künstlerkolonie. Jährlich im Sommer zog er mit einigen Schülern und Schülerinnen der Akademie in seinen Heimatort. Zeitweilig malten dort auch Peter Paul Draewing, Alfred Heinsohn, Rudolf Bechstein, Rudolf Bartels, Erich Venzmer, Wilhelm Facklam und Paul Müller-Kaempff.

## Werke

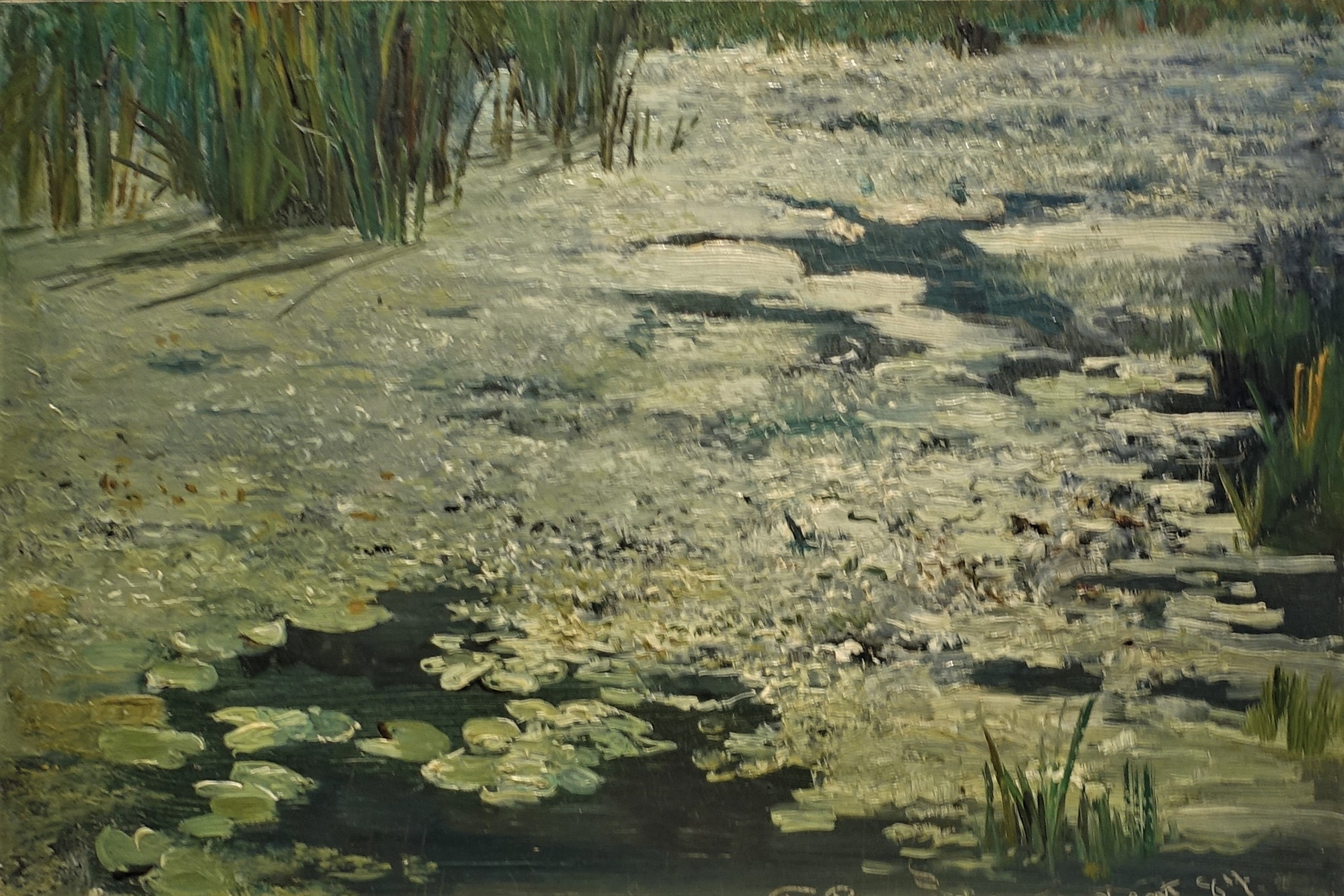
Seerosen am Teich 1884

Zu seinen bekanntesten Landschaftsmotiven gehören Zeichnungen und Ölbilder von seiner Heimatstadt Schwaan, Wiesen und Weiher an der Warnow und den angrenzenden Dörfern.
Er stellte seine Werke regelmäßig aus auf den Ausstellungen der Akademie der Künste zu Berlin, den „Großen Berliner Kunstausstellungen“, von 1903 bis 1914 auch im Münchener Glaspalast sowie im Jahr 1914 in einer Gemäldeausstellung in Wien im Salon Pisko. Zu dieser Ausstellung wurde von Albin Egger-Lienz eine achtseitige Broschüre herausgegeben. Im Jahr 1930 wurden seine Werke in einer Einzelausstellung in seiner Heimatstadt Schwaan gezeigt.

## Ehrungen
- 1880 erhielt er die Goldene Medaille für Kunst der Karl-Alexander Stiftung in Weimar.
- 1896 auf der Internationalen Kunstausstellung in Berlin, die anlässlich des 200-jährigen Bestehens der Königlichen Akademie der Künste zu Berlin stattfand, wurde er mit einer kleinen Goldenen Medaille ausgezeichnet.
- 1911 erhielt er für sein Wirken die Große Medaille für Kunst und Wissenschaft vom Großherzog Friedrich Franz IV. anlässlich der Kunst- und Gewerbeausstellung in Schwerin.
- 1927 wurde er zum Ehrenbürger seiner Heimatstadt Schwaan ernannt, die auch eine Straße nach ihm benannte, die Franz-Bunke-Allee.
- In Oberweimar wurde die Straße, in der er wohnte, noch zu Lebzeiten des Künstlers in Franz-Bunke-Weg umbenannt.[6]
- In Rostock gibt es ebenfalls einen Franz-Bunke-Weg.